# Medborgarplatsen (metrostation)
Medborgarplatsen is een metrostation in de Stockholmse wijk Södermalm. Het ligt onder de Götgatan aan de oostkant van het Medborgarplatsen.

## Aanleg
Het station is samen met Skanstull het oudste ondergrondse station van de Stockholmse metro en werd als Södra Bantorget op 1 oktober 1933 geopend. Het is onderdeel van de Södertunneln die onder de Götgatan en het plein als openbouwputtunnel werd gebouwd. Deze lijn tussen Slussen en Skansbro werd destijds Tunnelbana genoemd en zodoende waren de trams tussen Slussen en Ringvägen de eerste "metro" in Stockholm. De aanvankelijke naam, zuidelijk spoorwegplein, was te danken aan het zuidstation, Stockholms Södra, dat hier lag maar vanaf 1936 is teruggelegd in westelijke richting waar het nu dienstdoet als station van de pendeltåg. Op 1 oktober 1944 werd het metrostation hernoemd naar Medborgarplatsen.

## Ombouw
In 1950 werd het station, onder leiding van de architecten Holger Blom en Gunnar Lene, verbouwd en de perrons aan de noordkant verlengd om het geschikt te maken voor de nieuwe metrostellen. De werkzaamheden waren pas op 1 november 1950 voltooid, een maand nadat op 1 oktober 1950 het metroverkeer startte. De ophangpunten voor de bovenleiding in de tunnel zijn nog steeds zichtbaar boven de sporen. Het station wordt bediend door alle lijnen van de groene route en ligt tussen de stations Slussen en Skanstull, 600 meter ten zuiden van Slussen.

## Ligging en architectuur
Het station ligt onder de Götgatan tussen de Folkungagatan en de Noe Arksgränden naast de Björns trädgård. Het perron ligt 6-18 meter onder de grond (maar 17 meter boven de zeespiegel. Het gemiddelde is 16,8 meter voor de hele metro). De oorspronkelijk ingang ligt aan de Folkungagatan 45, de ingang bij de Björns trädgård werd op 29 november 1995 geopend.
De muren van het station zijn bekleed met gele tegels die voor een deel nog uit de jaren 1930 stammen. Gunnar Soderstrom bedacht het kleurenschema van de pijlers. De zuidelijke lokettenzaal huisvest sinds 1997 mozaïekwerk van Mari Pårup op de vloer en de wanden.

## Galerij

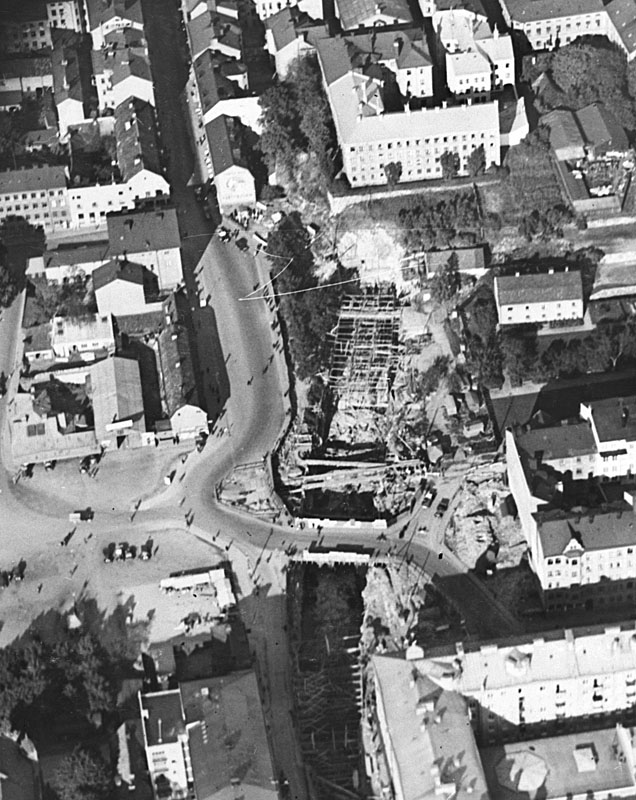
De bouw in 1932
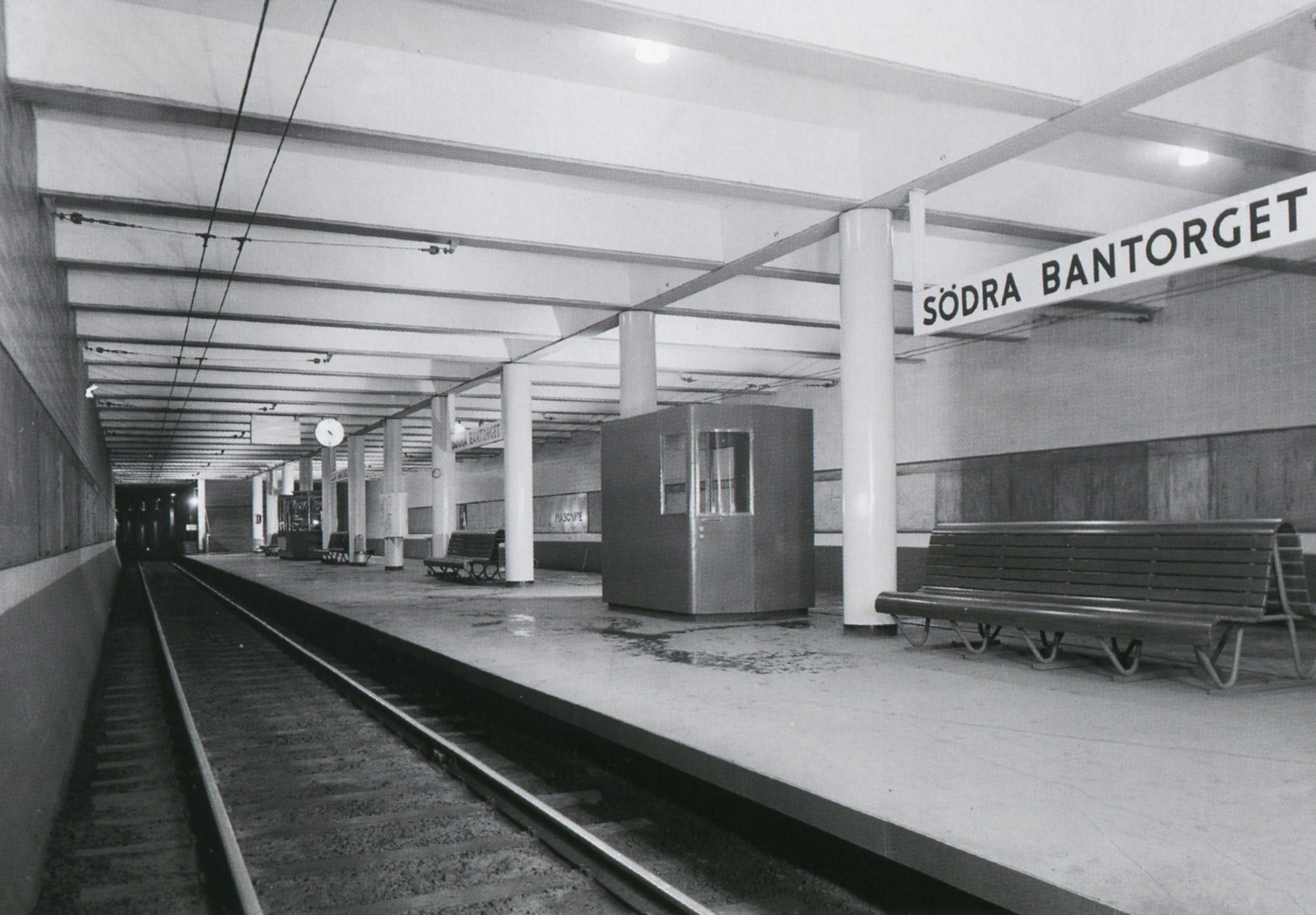
Het station bij de opening in 1933
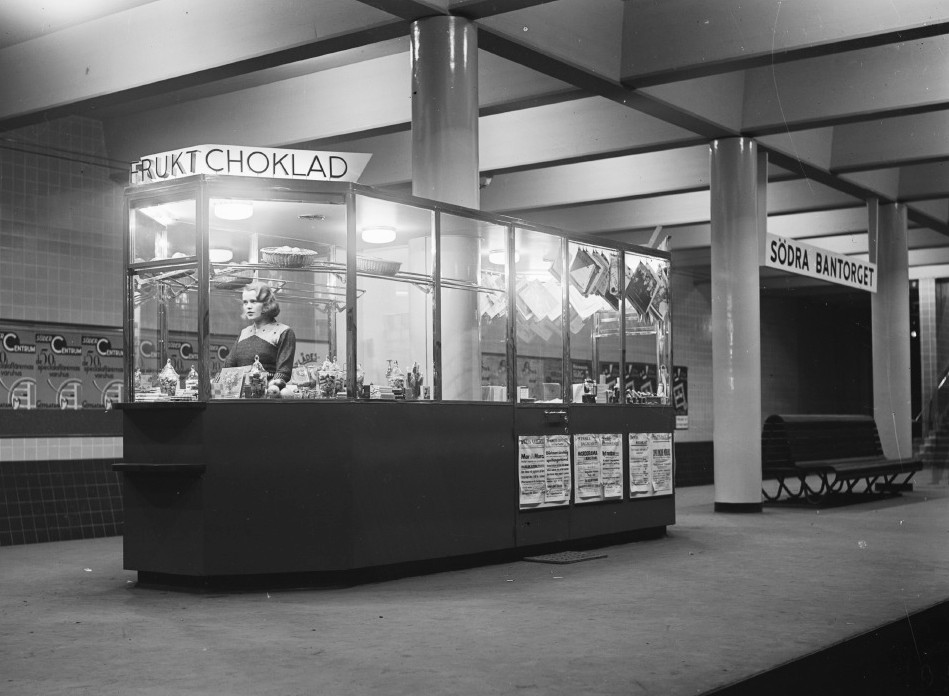
De kiosk op het perron in 1933
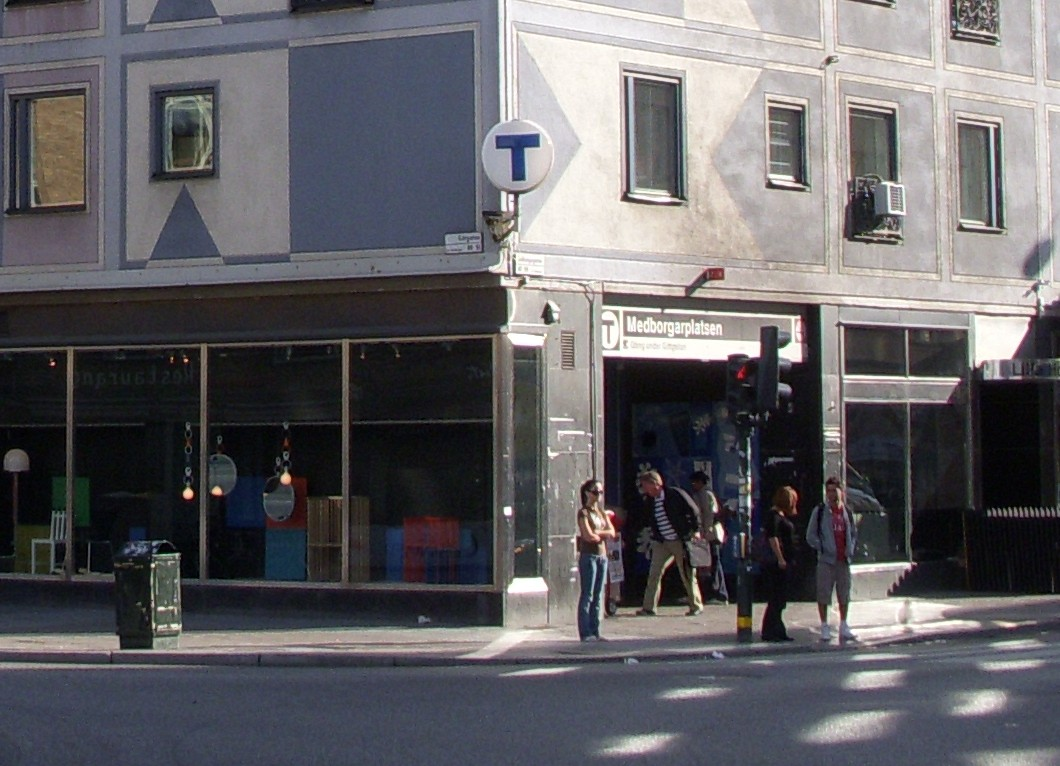
De ingang aan de Folkungagatan

Åkeshov· 
Brommaplan·
Abrahamsberg· 
Stora Mossen· 
Alvik · 
Kristineberg · 
Thorildsplan  · 
Fridhemsplan · 
S:t Eriksplan · 
Odenplan  · 
Rådmansgatan  · 
Hötorget · 
T-Centralen ·  
Gamla Stan · 
Slussen · 
Medborgarplatsen ·  
Skanstull · 
Gullmarsplan ·  
Skärmarbrink·  
Hammarbyhöjden·  
Björkhagen·  
Kärrtorp ·  
Bagarmossen·  
Skarpnäck
Alvik · 
Kristineberg · 
Thorildsplan  · 
Fridhemsplan · 
S:t Eriksplan · 
Odenplan  · 
Rådmansgatan  · 
Hötorget · 
T-Centralen ·  
Gamla Stan · 
Slussen · 
Medborgarplatsen ·  
Skanstull · 
Gullmarsplan ·  
Skärmarbrink ·  
Blåsut·  
Sandsborg·  
Skogskyrkogården ·  
Tallkrogen·
Gubbängen·  
Hökarängen·
Farsta·
Farsta strand
Hässelby strand · 
Hässelby gård ·
Johannelund ·
Vällingby ·
Råcksta ·
Blackeberg ·
Islandstorget ·
Ängbyplan ·
Åkeshov· 
Brommaplan·
Abrahamsberg· 
Stora Mossen· 
Alvik · 
Kristineberg · 
Thorildsplan  · 
Fridhemsplan · 
S:t Eriksplan · 
Odenplan  · 
Rådmansgatan  · 
Hötorget · 
T-Centralen ·  
Gamla Stan · 
Slussen · 
Medborgarplatsen ·  
Skanstull · 
Gullmarsplan ·  
Globen ·
Enskede gård ·
Sockenplan ·
Svedmyra ·
Stureby ·
Bandhagen ·
Högdalen ·
Rågsved ·
Hagsätra